# Beatyfikowani i kanonizowani Kościoła katolickiego w XV wieku
Beatyfikowani i kanonizowani Kościoła katolickiego w XV wieku – święci i błogosławieni wyniesieni na ołtarze w czasie pontyfikatów papieży w XV w.

## Kanonizowani przezEugeniusza IV[1][2]

### 1444
- Św. Honorat z Buzançais (zatwierdzenie kultu)

### 1446
5 czerwca
- Św. Mikołaj z Tolentino

## Beatyfikowani i kanonizowani przezMikołaja V[1][3]

### 1450
24 maja
- Św. Bernardyn ze Sieny

### 1454
- Bł. Albert z Trapani

## Kanonizowani przezKaliksta III[1][4]

### 1455
3 czerwca
- Św. Wincenty Ferreriusz

### 1456
- Św. Osmund

### 1457
- Św. Róża z Viterbo

## Kanonizowani przezPiusa II[1][5]

### 1461
- Św. Katarzyna ze Sieny

## Beatyfikowani przezPawła II

### 1470
- Bł. Ferdynand z Portugalii[6]

## Kanonizowani przezSykstusa IV[1][7]

### 1481
7 sierpnia
- Św. Męczennicy marokańscy:
  - Św. Adjut
  - Św. Akursjusz
  - Św. Berard z Carbio
  - Św. Piotr z San Gemini
  - Św. Otto

### 1482
14 kwietnia
- Św. Bonawentura

## Kanonizowani przezInnocentego VIII[1][8]

### 1484
- Św. Katarzyna Szwedzka (zatwierdzenie kultu)

### 1485
6 stycznia
- Św. Leopold III